# 방산고등학교
방산고등학교(芳山高等學校)는 대한민국 서울특별시 송파구 방이동에 있는 공립 고등학교이다.

## 학교 연혁
- 1997년 5월 8일 : 일반계 고교로 설립 확정
- 2002년 9월 1일 : 방산고등학교 교명 확정
- 2003년 2월 15일 : 신입생 428명 배정(남학생 7개 학급, 여학생 5개 학급)
- 2003년 3월 1일 : 제1대 백정길 교장 취임
- 2003년 3월 3일 : 입학식(신입생 428명)
- 2003년 9월 30일 : 개교식
- 2006년 2월 9일 : 제1회 졸업식(졸업생 438명)
- 2021년 1월 8일 : 제16회 졸업식(졸업생 275명, 누계 6,769명)
- 2021년 3월 2일 : 입학생 (신입생 265명)
- 2022년 9월 1일 : 제8대 홍애란 교장 취임

## 참고 자료
- 방산고등학교 - 한국교육학술정보원 학교알리미